# Condado de Lincoln (Nebraska)
O Condado de Lincoln é um dos 93 condados do estado norte-americano de Nebraska. A sede do condado é North Platte, que é também a sua maior cidade. O condado tem uma área de 6669 km² (dos quais 28 km² estão cobertos por água), uma população de 34 632 habitantes, e uma densidade populacional de 5 hab/km² (segundo o censo nacional de 2000).
Apesar do nome do condado, a capital do estado do Nebraska, Lincoln, não fica neste condado.

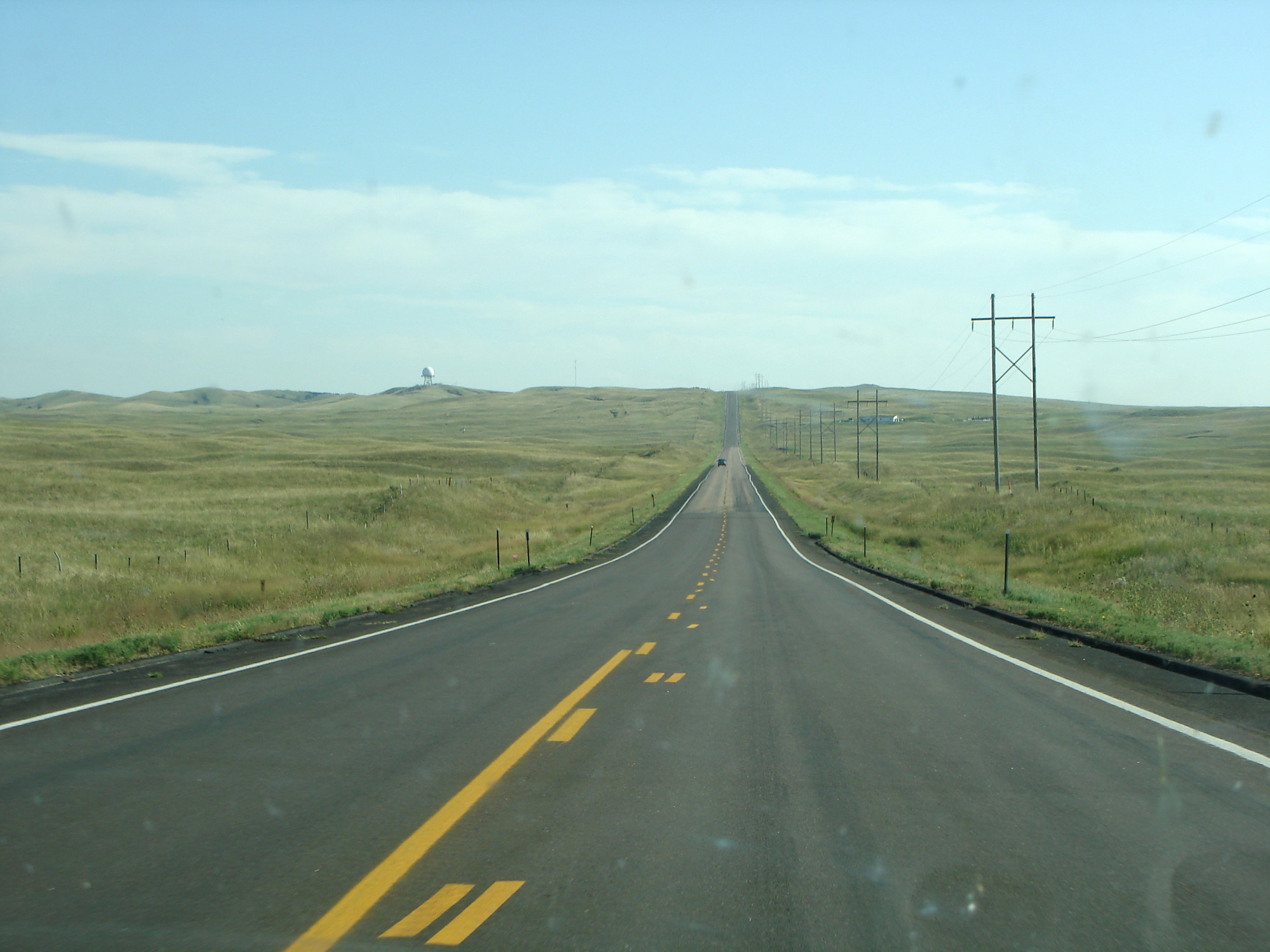
Paisagem do condado de Lincoln, Nebraska